# Мужская сборная США по баскетболу
Мужская национальная команда США по баскетболу — национальная баскетбольная команда, представляющая США на международных соревнованиях. Управляется Федерацией баскетбола США. Член ФИБА.
Сборная США, как «родоначальница» баскетбола, является сильнейшей и самой титулованной сборной в мире. За свою историю США пять раз завоёвывали титул чемпионов мира, а также выигрывали медали на всех Олимпийских играх, в которых участвовали, в том числе 17 раз становились олимпийскими чемпионами. В рейтинге ФИБА занимает 1-е место.
В сборной в основном играют афроамериканцы, хотя еще в начале 50-х за нее выступали только белые.

## Достижения

### Олимпийские игры
- Олимпийский чемпион — 1936, 1948, 1952, 1956, 1960, 1964, 1968, 1976, 1984, 1992, 1996, 2000, 2008, 2012, 2016, 2020, 2024
- Серебряный призёр — 1972
- Бронзовый призёр — 1988, 2004.

### Чемпионаты мира
- Чемпион мира — 1954, 1986, 1994, 2010, 2014. Серебряный призёр — 1950, 1959, 1982, бронзовый — 1974, 1990, 1998, 2006.

## История

### 1936—1968: тотальное превосходство
С 1936, когда баскетбол впервые появился в соревновательной программе Олимпийских игр, по 1968 год сборная США выиграла семь олимпийских турниров подряд. Превосходство американского баскетбола было в те годы подавляющим, причём на Играх иногда выступала даже не сборная США, а одна из сильнейших команд студенческой лиги NCAA. Так, на Олимпиаде-1948 в Лондоне выступала команда, составленная из баскетболистов университета штата Кентукки, в Хельсинки-1952 победила команда из Канзаса. В составах тех любительских команд тем не менее можно встретить игроков, ставших впоследствии звёздами в профессиональном баскетболе. На Играх в Риме за американскую команду выступали, к примеру, Оскар Робертсон, Джерри Уэст, Джерри Лукас — более звёздного состава у сборной США до 1992 года не было.

### 1972—1988: противостояние супердержав

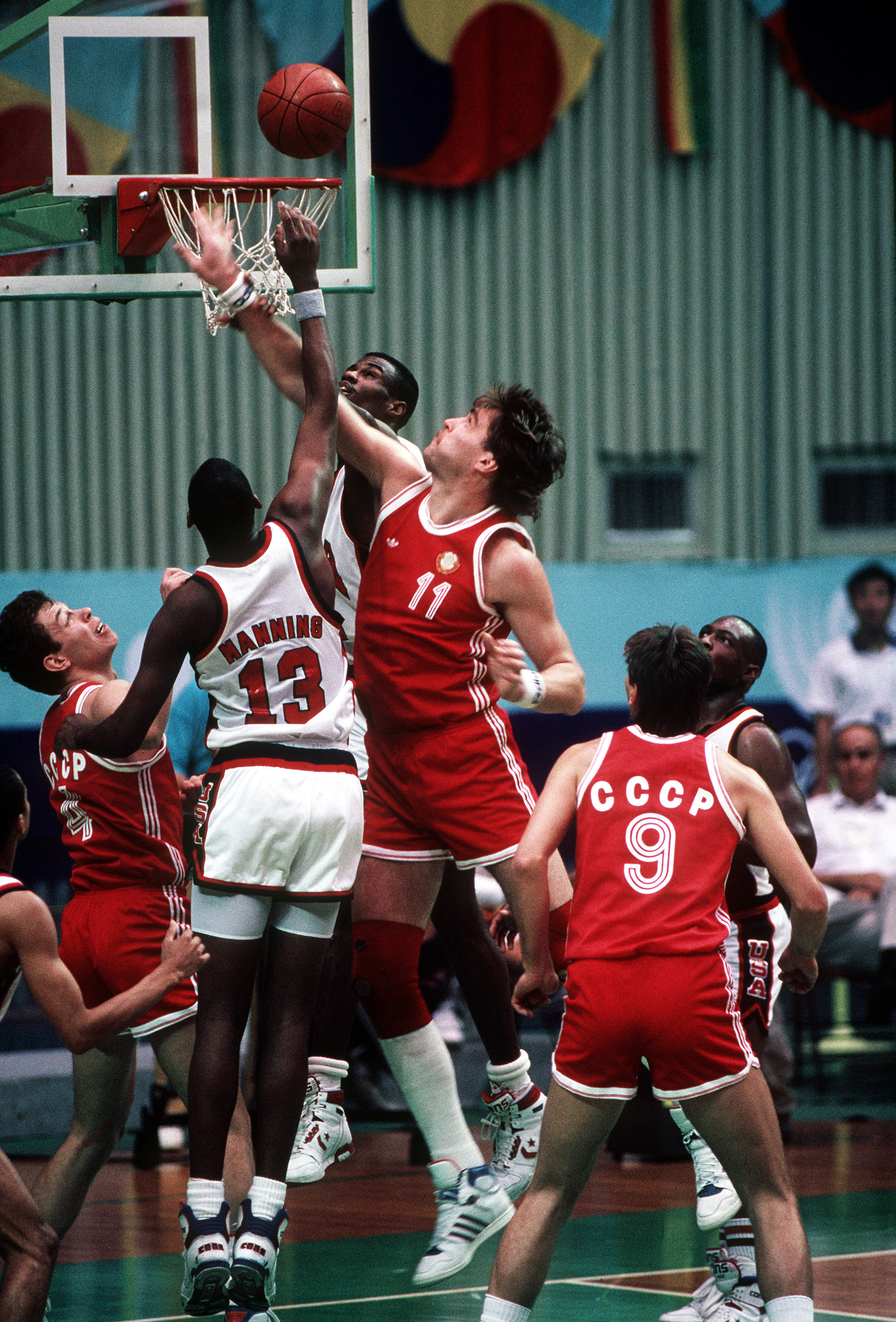
Мужская сборная США по баскетболу в противостоянии со сборной СССР на летней Олимпиаде 1988 года в Сеуле

На Олимпийских играх-1972 в Мюнхене сборная США впервые проиграла. Финальная встреча с баскетболистами СССР навсегда запомнилась всем её участникам. Молодой и честолюбивой американской команде, не признавшей своего поражения и не пришедшей на церемонию награждения,— неправильным, по их мнению, решением судьи, добавившим к матчу лишние три секунды. Советским баскетболистам — тем, что вместили в себя эти последние три секунды — ювелирный тридцатиметровый пас Ивана Едешко на Александра Белова, который, взвившись в воздух, намертво положил мяч в кольцо. 51:50. Сборная США проиграла не только свой первый Олимпийский турнир, но и свой первый из 64-х проведённых к тому времени матчей на Олимпиадах.
Своё второе поражение в Олимпийских турнирах сборная США потерпела на Играх-1988 в Сеуле и вновь от советской команды, на сей раз в полуфинале — 76:82. До этого команды двух супердержав не встречались: в Монреале-1976 американцы вновь стали первыми, обыграв в финале югославов, которым советские баскетболисты уступили в полуфинале, Игры в Москве-1980 и Лос-Анджелесе-1984 были омрачены взаимными бойкотами.

### 1992—2000:Dream Team

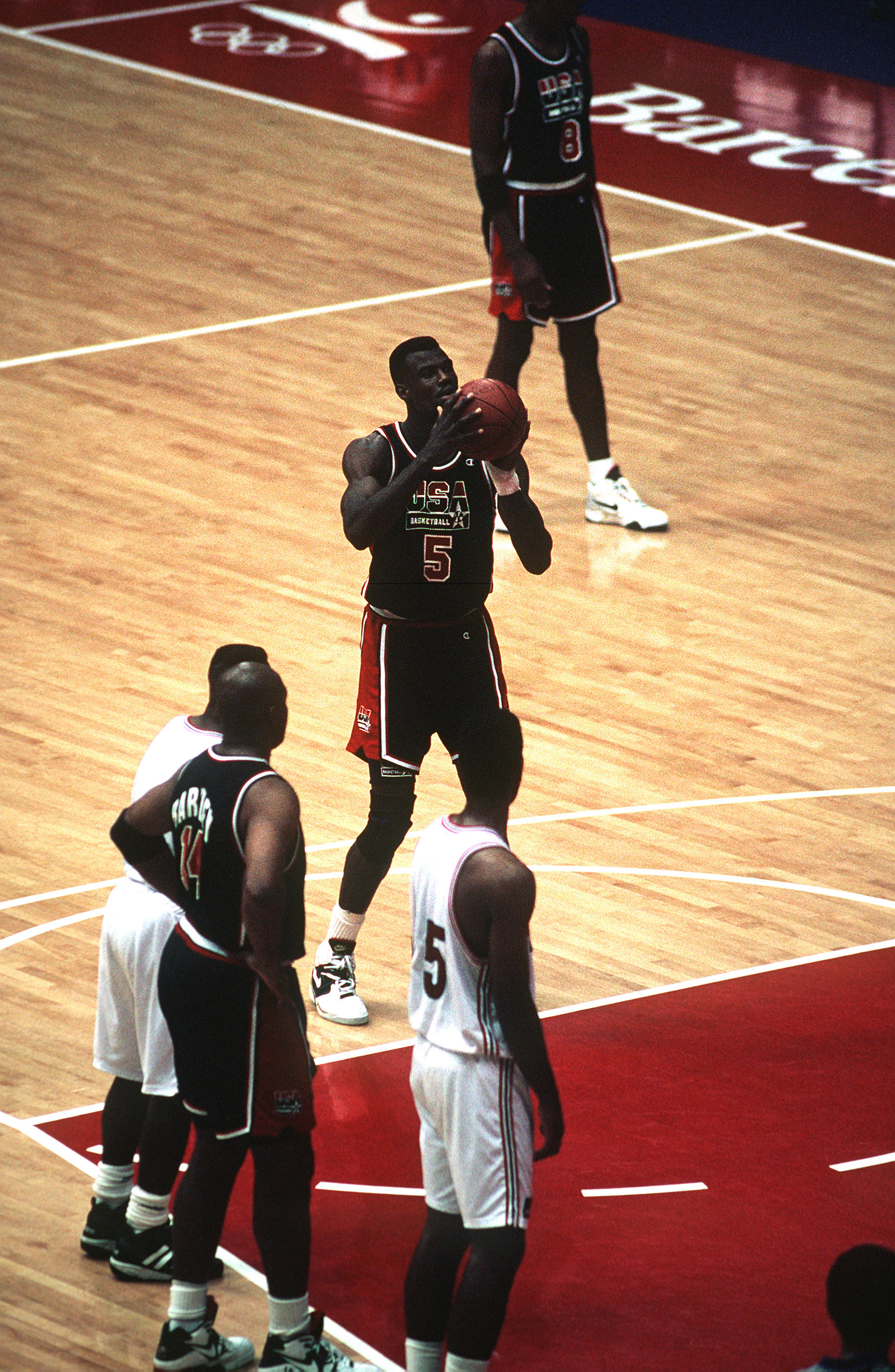
На Олимпийских играх-1992 Сборную США окрестили Dream Team

В сентябре 1989 года на 95-й сессии Международного олимпийского комитета в Пуэрто-Рико было принято беспрецедентное решение о допуске для участия в Олимпийских играх профессиональных баскетболистов. На Олимпийские игры-1992 в Барселону приехали Ларри Бёрд, Мэджик Джонсон, Чарльз Баркли, Крис Маллин, Патрик Юинг, Клайд Дрекслер, Джон Стоктон, Майкл Джордан, Скотти Пиппен… До 1992 года только американцы не могли выставить свою сильнейшую сборную, т. к. игроки из европейских профессиональных лиг считались любителями. Сборную США тут же окрестили Dream Team — «командой мечты», и, действительно, такой команды ни до ни после в мире больше не было. Во всех 8 проведённых матчах американцы неизменно набирали больше ста очков, их тренер Чак Дэйли не взял за весь турнир ни одного тайм-аута, в очередь за автографами американцев после игр выстраивались не только болельщики, но и игроки команды-соперницы. Сборная Литвы в полуфинале была разбита со счётом 127:76, Хорватия в финале — 117:85.
В 1994 году американские «небожители» снизошли и до участия в чемпионате мира. В составе Dream Team-II не было ни одного олимпийского чемпиона Барселоны, но это не помешало команде, лидером которой был юный Шакил O’Нил, уверенно выиграть мировое первенство в Торонто, разгромив в финале сборную России — 137:91.
В состав Dream Team-III вошли практически все сильнейшие, в том числе пять человек из первого её состава (Чарльз Баркли, Карл Мэлоун, Скотти Пиппен, Дэвид Робинсон и Джон Стоктон). Не пожелал участвовать в Dream Team-III великий Майкл Джордан, однако и без него сборная США была на Олимпийских играх-1996 в Атланте на голову сильнее всех своих соперников. В финале был установлен рекорд посещаемости баскетбольного матча: встречу США — Югославия наблюдали 34600 зрителей. Американцы победили 95:69, хотя и столкнулись по ходу игры с серьёзным сопротивлением — за 14 минут до финальной сирены преимущество Dream Team составляло всего одно очко (51:50).
Из-за локаута в NBA на чемпионате мира-1998 в Греции США представляли в основном игроки из европейских клубов. Эта сборная заняла в Афинах 3-е место, уступив России в полуфинале.
К Олимпиаде-2000 в Сиднее под знамёна сборной вновь удалось привлечь всех сильнейших, однако выступление Dream Team-IV едва не завершилось крахом. В полуфинале сборная США едва не проиграла Литве (85:83), похожая картина была и в финале против сборной Франции (85:75).

### 2002—2006: крах Dream Team
На домашнем чемпионате мира-2002 в Индианаполисе далеко не все звёзды дали согласие играть за сборную США. Выступление этой сборной обернулось полным провалом. В групповом турнире американцы проиграли команде Аргентины (80:87), прервав свою 58-матчевую победную серию, а в четвертьфинале уступили команде Югославии, в составе которой было 5 игроков NBA — 78:81. Термин Dream Team стал несостоятелен.
На Олимпийские игры-2004 в Афины вновь отправилась далеко не выдающаяся команда. По разным причинам отказались от выступлений Шакил O’Нил, Коби Брайант, Кевин Гарнетт и другие. В первом же матче американцы с разницей «-19» уступили сборной Пуэрто-Рико, но дошли до полуфинала, где проиграли аргентинцам (81:89).

### 2006—2016: победная эпоха Майка Кшижевски

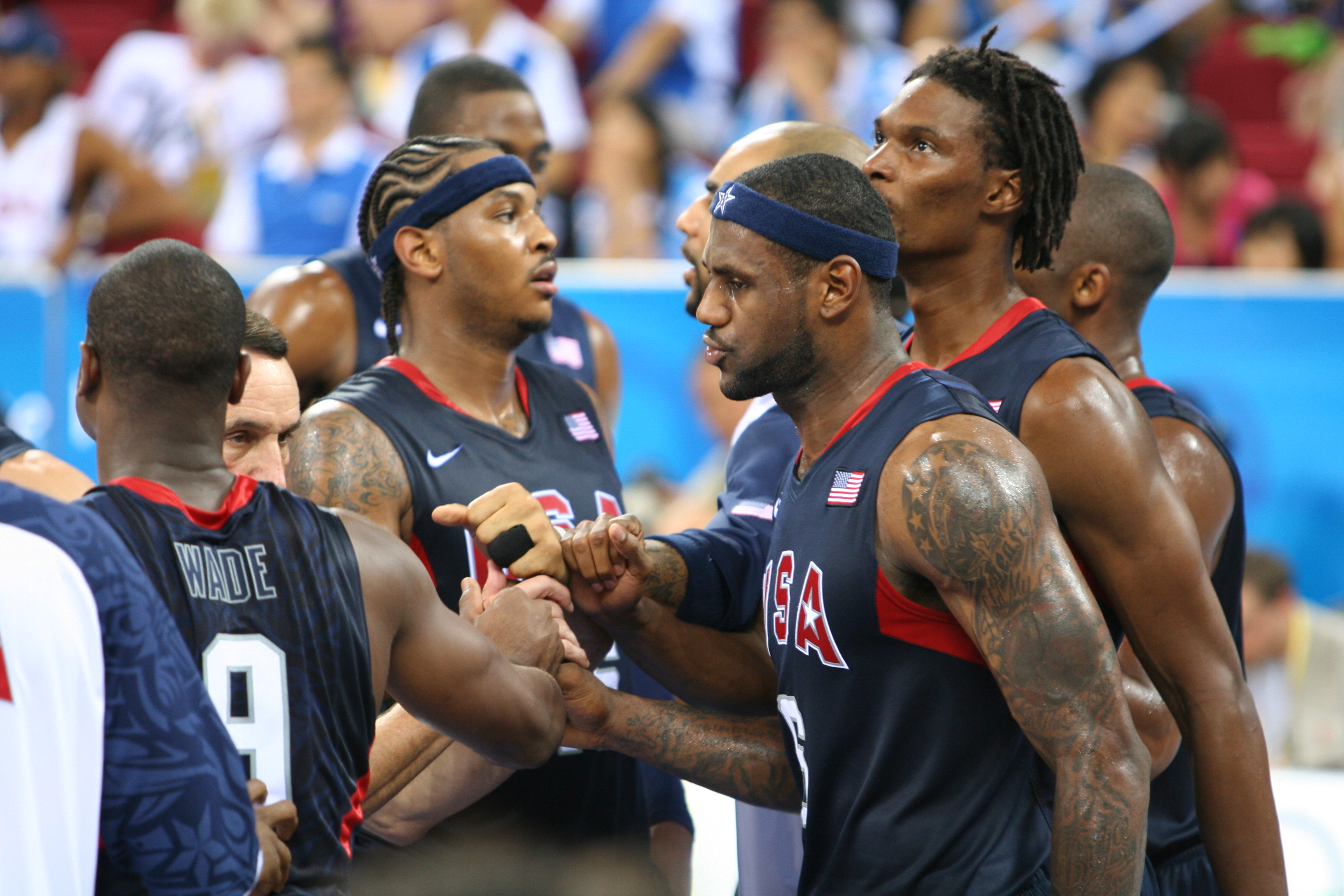
Сборная США на Олимпийских играх 2008

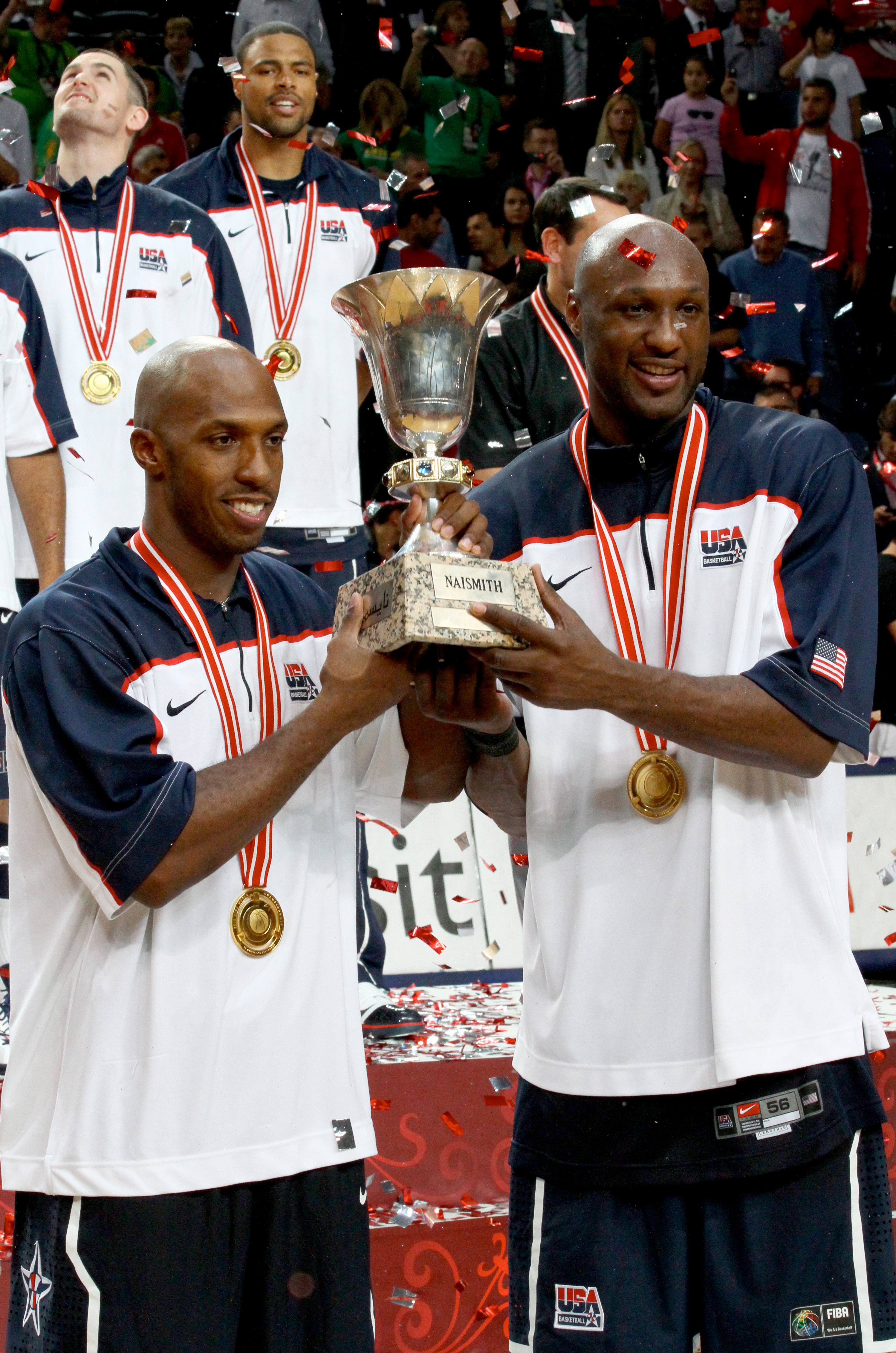
Сборная США на Чемпионате мира 2010

На чемпионат мира-2006 в Японии американцы делали очень серьёзную ставку, неудачи предыдущего четырёхлетия им изрядно надоели. Отбор кандидатов в национальную сборную проводился путём интенсивного тренировочного сбора, продолжавшегося целый месяц. И всё по ходу турнира складывалось неплохо, до встречи в полуфинале со сборной Греции, завершившейся сенсационным поражением — 95:101.
24 августа 2008 года в финале Олимпиады-2008 в Пекине американцы в напряжённом матче во многом благодаря удачным действиям лидера сборной Коби Брайанта обыграли сборную Испании (118:107) и в 13-й раз в истории стали олимпийскими чемпионами. К триумфу команду США привёл Майк Кшижевски, первый тренер профессиональной американской сборной не из NBA, а из NCAA, работавший помощником Чака Дэйли в легендарной Dream Team первого созыва.
В 2010 году сборная США стала чемпионом мира. По ходу турнира американская дружина одержала победы во всех девяти матчах подряд, столкнувшись с определёнными проблемами лишь в матче с Бразилией, у которой выиграла с отрывом в два очка (70:68). В финале была разбита хозяйка турнира — сборная Турции (81:64).
На Олимпийских играх в Лондоне в 2012 году американская сборная вновь доказала, что достойна звания Dream Team. В состав команды Майка Кшижевски вошли такие звезды НБА как Леброн Джеймс, Коби Брайант, Кевин Дюрант, Крис Пол, Кармело Энтони и многие другие. По ходу турнира американские баскетболисты вновь не проиграли ни одного матча, одержав в том числе победы над такими сильными сборными, как  Франция, Аргентина и Литва. А в финале, как и четыре года назад, в напряжённом матче с Испанией (107:100) завоевали свою 14-ю золотую олимпийскую медаль.
В 2014 году сборная США второй раз подряд стала чемпионом мира, впервые в своей истории защитив этот титул, завоёванный четыре года назад (2010). По ходу турнира американская дружина одержала победы во всех девяти матчах. "Наибольшее" сопротивление американцам смогла оказать сборная Турции (вице-чемпион мира 2010 года), которую они обыграли во 2-м туре групповой стадии турнира (Группа "С") с разницей в 21 очко (98:77). В финале была разбита сборная Сербии (129:92), а Кайри Ирвинг стал MVP турнира.
В 2016 году сборная США победила на Олимпиаде, несмотря на отказ многих лидеров приезжать в Бразилию.

### 2016—настоящее время: новая история
В октябре 2015 года генеральный менеджер сборной США Джерри Коланжело объявил, что в новом олимпийском цикле команду возглавит 5-кратный чемпион НБА Грегг Попович. Майк Кшижевски, под руководством которого американцы вернули себе звание сильнейших в мире и завоевали 3 олимпийских золота подряд, станет специальным советником Коланжело.

## Состав
| Перейти к шаблону «Состав сборной США по баскетболу» | Состав сборной США по баскетболу |  |

| Поз. | №  | Имя               | Дата рождения (возраст)   | Рост   | Клуб                  |
| ---- | -- | ----------------- | ------------------------- | ------ | --------------------- |
| РЗ   | 4  | Стефен Карри (К)  | 14 марта 1988 (36 лет)    | 191 см | Голден Стэйт Уорриорз |
| АЗ   | 5  | Энтони Эдвардс    | 5 августа 2001 (22 года)  | 193 см | Миннесота Тимбервулвз |
| Ф    | 6  | Леброн Джеймс     | 30 декабря 1984 (39 лет)  | 203 см | Лос-Анджелес Лейкерс  |
| Ф    | 7  | Кевин Дюрант      | 29 сентября 1988 (35 лет) | 211 см | Финикс Санз           |
| З    | 8  | Деррик Уайт       | 2 июля 1994 (30 лет)      | 196 см | Бостон Селтикс        |
| РЗ   | 9  | Тайриз Халибертон | 29 февраля 2000 (24 года) | 196 см | Индиана Пэйсерс       |
| Ф    | 10 | Джейсон Тейтум    | 3 марта 1998 (26 лет)     | 203 см | Бостон Селтикс        |
| Ц    | 11 | Джоэл Эмбиид      | 16 марта 1994 (30 лет)    | 213 см | Филадельфия-76        |
| З    | 12 | Джру Холидей      | 12 июня 1990 (34 года)    | 193 см | Бостон Селтикс        |
| Ф/Ц  | 13 | Бэм Адебайо       | 18 июля 1997 (27 лет)     | 206 см | Майами Хит            |
| Ф/Ц  | 14 | Энтони Дэвис      | 11 марта 1993 (31 год)    | 208 см | Лос-Анджелес Лейкерс  |
| АЗ   | 15 | Девин Букер       | 30 октября 1996 (27 лет)  | 198 см | Финикс Санз           |

## Статистика выступлений

### Олимпийские игры
| Год   | Результат              | Позиция                | И                      | Пб                     | П                      |
| ----- | ---------------------- | ---------------------- | ---------------------- | ---------------------- | ---------------------- |
| 1936  | Чемпионы               | 1 из 23                | 5                      | 5                      | 0                      |
| 1948  | Чемпионы               | 1 из 23                | 8                      | 8                      | 0                      |
| 1952  | Чемпионы               | 1 из 23                | 8                      | 8                      | 0                      |
| 1956  | Чемпионы               | 1 из 15                | 8                      | 8                      | 0                      |
| 1960  | Чемпионы               | 1 из 16                | 8                      | 8                      | 0                      |
| 1964  | Чемпионы               | 1 из 16                | 9                      | 9                      | 0                      |
| 1968  | Чемпионы               | 1 из 16                | 9                      | 9                      | 0                      |
| 1972  | 2-е место              | 2 из 16                | 9                      | 8                      | 1                      |
| 1976  | Чемпионы               | 1 из 12                | 7                      | 7                      | 0                      |
| 1980  | Бойкот Олимпийских игр | Бойкот Олимпийских игр | Бойкот Олимпийских игр | Бойкот Олимпийских игр | Бойкот Олимпийских игр |
| 1984  | Чемпионы               | 1 из 12                | 8                      | 8                      | 0                      |
| 1988  | 3-е место              | 3 из 12                | 8                      | 7                      | 1                      |
| 1992  | Чемпионы               | 1 из 12                | 8                      | 8                      | 0                      |
| 1996  | Чемпионы               | 1 из 12                | 8                      | 8                      | 0                      |
| 2000  | Чемпионы               | 1 из 12                | 8                      | 8                      | 0                      |
| 2004  | 3-е место              | 3 из 12                | 8                      | 5                      | 3                      |
| 2008  | Чемпионы               | 1 из 12                | 8                      | 8                      | 0                      |
| 2012  | Чемпионы               | 1 из 12                | 8                      | 8                      | 0                      |
| 2016  | Чемпионы               | 1 из 12                | 8                      | 8                      | 0                      |
| 2020  | Чемпионы               | 1 из 12                | 6                      | 5                      | 1                      |
| 2024  | Чемпионы               | 1 из 12                | 6                      | 6                      | 0                      |
| Всего | 17 титулов             | 20/21                  | 155                    | 149                    | 6                      |

### Чемпионаты мира
| Год   | Результат | Позиция | И   | Пб  | П  |
| ----- | --------- | ------- | --- | --- | -- |
| 1950  | 2-е место | 2 из 10 | 5   | 4   | 1  |
| 1954  | Чемпионы  | 1 из 12 | 7   | 7   | 0  |
| 1959  | 2-е место | 2 из 13 | 6   | 3   | 3  |
| 1963  | 4-е место | 4 из 13 | 9   | 6   | 3  |
| 1967  | 4-е место | 4 из 13 | 9   | 7   | 2  |
| 1970  | 5-е место | 5 из 13 | 9   | 6   | 3  |
| 1974  | 3-е место | 3 из 14 | 9   | 8   | 1  |
| 1978  | 5-е место | 5 из 14 | 7   | 3   | 4  |
| 1982  | 2-е место | 2 из 13 | 9   | 7   | 2  |
| 1986  | Чемпионы  | 1 из 24 | 10  | 9   | 1  |
| 1990  | 3-е место | 3 из 16 | 8   | 6   | 2  |
| 1994  | Чемпионы  | 1 из 16 | 8   | 8   | 0  |
| 1998  | 3-е место | 3 из 16 | 8   | 6   | 2  |
| 2002  | 6-е место | 6 из 16 | 9   | 6   | 3  |
| 2006  | 3-е место | 3 из 24 | 9   | 8   | 1  |
| 2010  | Чемпионы  | 1 из 24 | 9   | 9   | 0  |
| 2014  | Чемпионы  | 1 из 24 | 9   | 9   | 0  |
| 2019  | 7-е место | 7 из 32 | 8   | 6   | 2  |
| 2023  | 4-е место | 4 из 32 | 8   | 5   | 3  |
| Всего | 5 титулов | 19/19   | 166 | 134 | 32 |

### Чемпионаты Америки
| Год   | Результат      | Позиция        | И              | Пб             | П              |
| ----- | -------------- | -------------- | -------------- | -------------- | -------------- |
| 1980  | не участвовали | не участвовали | не участвовали | не участвовали | не участвовали |
| 1984  | не участвовали | не участвовали | не участвовали | не участвовали | не участвовали |
| 1988  | не участвовали | не участвовали | не участвовали | не участвовали | не участвовали |
| 1989  | 2-е место      | 2 из 12        | 8              | 6              | 2              |
| 1992  | Чемпионы       | 1 из 10        | 6              | 6              | 0              |
| 1993  | Чемпионы       | 1 из 10        | 7              | 6              | 1              |
| 1995  | не участвовали | не участвовали | не участвовали | не участвовали | не участвовали |
| 1997  | Чемпионы       | 1 из 10        | 9              | 8              | 1              |
| 1999  | Чемпионы       | 1 из 10        | 10             | 10             | 0              |
| 2001  | 10-е место     | 10 из 10       | 4              | 0              | 4              |
| 2003  | Чемпионы       | 1 из 10        | 10             | 10             | 0              |
| 2005  | 4-е место      | 4 из 10        | 10             | 4              | 6              |
| 2007  | Чемпионы       | 1 из 10        | 10             | 10             | 0              |
| 2009  | не участвовали | не участвовали | не участвовали | не участвовали | не участвовали |
| 2011  | не участвовали | не участвовали | не участвовали | не участвовали | не участвовали |
| 2013  | не участвовали | не участвовали | не участвовали | не участвовали | не участвовали |
| 2015  | не участвовали | не участвовали | не участвовали | не участвовали | не участвовали |
| 2017  | Чемпионы       | 1 из 12        | 5              | 5              | 0              |
| 2022  | 3-е место      | 3 из 12        | 6              | 4              | 2              |
| Всего | 7 титулов      | 11/19          | 85             | 69             | 16             |